# Menyspreu
El menyspreu és un sentiment de disgust cap a una altra persona o la situació en què es troba que implica un judici negatiu sobre ella, considerant-la inferior al propi jo. Com ja va destacar David Hume, implica la comparació amb el subjecte que sent l'emoció i, per tant, té un component intel·lectual, de judici, juntament amb la part emotiva. Provoca per tant un sentiment d'orgull simultani o d'apreciació de la pròpia vàlua. Es pot considerar com el sentiment oposat al respecte i a l'admiració. Segons John Gottman és el sentiment que amb més probabilitat fa que un matrimoni acabi en divorci.
Els estudis de Paul Ekman han demostrat que és un sentiment entès a la majoria de cultures i que mostra un alt grau de coincidència en la seva expressió facial, aixecant l'extrem del llavi i aclucant una mica els ulls